# Lepramissionen
Lepramissionen - Sverige är en del av den internationella Lepramissionen, The Leprosy Mission International. Denna internationella kristna ekumeniska missionsorganisation grundades 1874 och har allt sedan dess arbetat för vård och behandling av leprasjuka, deras familjer och deras närsamhälle.
Internationella Lepramissionen arbetar i 30 länder i mer än 200 olika fältprogram.
Lepramissionen - Sverige bildades 1985 av sju svenska samfund: Svensk Pingstmission, Örebromissionen, Helgelseförbundet, Frälsningsarmén, Metodistkyrkan i Sverige, Svenska Alliansmissionen och Svenska Baptistsamfundet. Idag motsvarar det samfunden Pingst FFS, Evangeliska Frikyrkan, Svenska Alliansmissionen, Equmeniakyrkan och Frälsningsarmén.